# نصف‌النهار ۷۵ درجه شرقی
نصف‌النهار ۷۵ درجه شرقی ۷۵مین نصف‌النهار شرقی از گرینویچ است که از لحاظ زمانی ۵ساعت و ۰دقیقه با گرینویچ اختلاف زمانی دارد.
این نصف‌النهار از قطب شمال شروع و از مناطق زیر گذشته و به قطب جنوب ختم می‌شود.
- روسیه
- اقیانوس هند